# Asuküla
Asuküla is een plaats in de Estlandse gemeente Saaremaa, provincie Saaremaa. De plaats heeft de status van dorp (Estisch: küla).
Tot in december 2014 behoorde Asuküla tot de gemeente Kaarma, tot in oktober 2017 tot de gemeente Lääne-Saare en sindsdien tot de fusiegemeente Saaremaa.

## Bevolking
Het dorp had 48 inwoners op 31 december 2011 en 49 inwoners op 31 december 2021.

## Ligging
Asuküla ligt ten noorden van het dorp Kaarma.

## Geschiedenis
Asuküla ligt op het terrein van het vroegere landgoed van Kaarma (Duits: Karmelhof). In 1872 werd een deel van het landgoed afgesplitst onder de naam Uue-Kaarma (Duits: Neu-Karmel). Het dorp Asuküla ontstond pas in 1925, toen beide landgoederen waren opgedeeld onder kleine boeren. Zowel het landhuis van Kaarma als dat van Uue-Kaarma ligt op het grondgebied van Asuküla. Het landhuis van Kaarma is sinds de Tweede Wereldoorlog een ruïne. Het andere landhuis is al sinds 1919 een school, maar het is sindsdien zo vaak verbouwd dat het oorspronkelijke landhuis niet meer herkenbaar is.
Het buurdorp Kuke hoorde tussen 1977 en 1997 bij Asuküla.